# Džejla Glavović
Džejla Glavović é uma modelo que venceu o concurso de Miss Planeta Terra. Foi destituída em 28 de maio de 2003 pelo não cumprimento de obrigações contratuais.